# 属七の和音
属七の和音（ぞくしちのわおん）とは、四和音のひとつである。西洋音楽における重要な和音であり、名前の通り、「属音上の七の和音」が定義であるが、属音が根音でなくとも構成音の音程が同じであれば属七の和音と呼ばれる。根音が完全4度上の「長三和音」または「短三和音」に進みたがるトライトーンと呼ばれる不安定な響きを持つ。

## 基本データ

### 各語での呼称
- 英語: dominant seventh chord （ドミナント・セブンス・コード）
- ドイツ語: Dominantseptakkord （ドミナントゼプトアコルト）

### 構成音
- 根音
- 長3度音（M3）
- 完全5度音（P5）（省略可能）
- 短7度音（m7）

の4音から構成される四和音である。

### 和音記号など
| 和音記号の種類             | 表記法                         | 表記法                                                                       | 表記法                                                                       | 表記法                                                                   |
| 和音記号の種類             | 基本形                         | 第1転回形                                                                    | 第2転回形                                                                    | 第3転回形                                                                |
| コードネーム表示           | X7                             | X7/Y または X7onY                                                            | X7/Z または X7onZ                                                            | X7/W または X7onW                                                        |
| 和音記号                   | {\displaystyle {\mbox{X}}_{7}} | {\displaystyle {\mbox{X}}_{5}^{6}} または {\displaystyle {\mbox{X}}_{7}^{1}} | {\displaystyle {\mbox{X}}_{3}^{4}} または {\displaystyle {\mbox{X}}_{7}^{2}} | {\displaystyle {\mbox{X}}_{2}} または {\displaystyle {\mbox{X}}_{7}^{3}} |
| 数字付き低音（通常）       | {\displaystyle \,_{7}}         | {\displaystyle \,_{5}^{6}}                                                   | {\displaystyle \,_{3}^{4}}                                                   | {\displaystyle \,_{2}} または {\displaystyle \,_{2}^{4}}                 |
| 数字付き低音（フランス式） | {\displaystyle \,_{+}^{7}}     | {\displaystyle \,_{\cancel {5}}^{6}}                                         | {\displaystyle \,_{+6}}                                                      | {\displaystyle \,_{+4}}                                                  |

ただし、根音をX, 第3音をY, 第5音をZ, 第7音をWとする。

### 周波数比

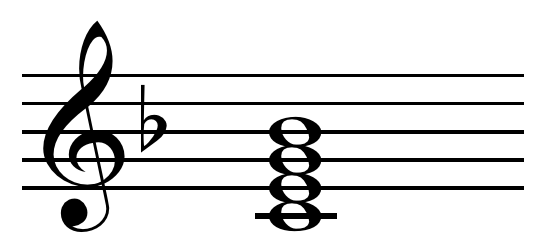
ハ音を根音とする属七和音.

ハ長調の属七和音において、根音・第3音・第5音・第7音それぞれの根音に対する
12平均律と53平均律および純正律による周波数比と近似誤差セント値を下表に示す。
| 音    | 12平均律                                      | セント値 | 53平均律                                       | セント値          | 誤差セント | 純正律         | セント値 | 誤差セント | ピタゴ | ツァル |
| ----- | --------------------------------------------- | -------- | ---------------------------------------------- | ----------------- | ---------- | -------------- | -------- | ---------- | ------ | ------ |
| 根音  | 1/1=1.000000                                  | 0        | 1/1=1.000000                                   | 0                 | 0          | 1/1=1.000000   | 0        | 0          | G      | ○      |
| 第3音 | {\displaystyle {\sqrt[{3}]{2}}}≒1.259921      | 400      | {\displaystyle {\sqrt[{53}]{2^{17}}}}≒1.248984 | 1200*17/53≒384.91 | -15.09     | 5/4=1.250000   | 386.31   | -13.69     | C♭     | ○      |
| 第3音 | {\displaystyle {\sqrt[{3}]{2}}}≒1.259921      | 400      | {\displaystyle {\sqrt[{53}]{2^{18}}}}≒1.265426 | 1200*18/53≒407.55 | 7.55       | 81/64=1.265625 | 407.82   | 7.82       | B      |        |
| 第5音 | {\displaystyle {\sqrt[{12}]{2^{7}}}}≒1.498307 | 700      | {\displaystyle {\sqrt[{53}]{2^{31}}}}≒1.499941 | 1200*31/53≒701.89 | 1.89       | 3/2=1.500000   | 701.96   | 1.96       | D      | ○      |
| 第7音 | {\displaystyle {\sqrt[{6}]{2^{5}}}}≒1.781797  | 1000     | {\displaystyle {\sqrt[{53}]{2^{43}}}}≒1.754817 | 1200*43/53≒973.58 | -26.42     | 7/4=1.750000   | 968.83   | -31.17     | G♭♭    |        |
| 第7音 | {\displaystyle {\sqrt[{6}]{2^{5}}}}≒1.781797  | 1000     | {\displaystyle {\sqrt[{53}]{2^{44}}}}≒1.777918 | 1200*44/53≒996.23 | -3.77      | 16/9=1.7777…   | 996.09   | -3.91      | F      | ○      |

ここに[ピタゴ]はピタゴラス音律、[ツァル]はツァルリーノ音律を示す。
第7音の周波数比は7/4であるとする解説が多数存在し、定説になっているようである。
しかしながら、次の二つの理由で実用に供されることはほとんどない。
(1)第7音の周波数比が7/4であると、調和しすぎて次の協和音に解決しようとする動機付けが
不十分である。
(2)具体的に7/4の周波数比を実現する楽器がない。声楽や弦楽器ならできるはずだが、
12平均律のピアノで、旋律を考えてしまうので、第7音を特別に低くする演奏は難しい。

## 主な用法
西洋音楽においては、もっとも一般的な不協和音であり、そのなかで最も使用頻度が高いのは、属音上の七の和音としての用法である。不協和音となる理由は、3度音と7度音の音程が減5度となり、周波数比が平均律では{\displaystyle {\sqrt {2}}}という典型的な無理数、純正律でも64/45というあまり単純な比にならないからで、この不安定さから逃れてもっと安定して聞こえる協和音に「解決」したくさせるためであることが多い。
- 長調におけるV7

長調の属七和音の典型的な解決先は主和音（I）である。例えばハ長調では属七和音（G7）の3度音と7度音を半音ずつずらす（B→C、F→E）と主和音（C）の根音と3度音が得られる。この「解決」による和音進行は「七の和音からその4度上（または5度下）の長三和音」と一般化でき、V7→Iに限らず、臨時記号を用いてII7→VやI7→IVなど頻繁に見られる。
- 短調におけるV7

そのほか、の用法の応用的な用法として副次ドミナントとして使用されることも多い。

## 関連記事

### 類似した和音
- 長三和音
- 減三和音
- 減七の和音
- 長九の和音
- 増六の和音